# Parque Nacional Sanriku Fukkō
O Parque Nacional Sanriku Fukkō é um parque nacional japonês, localizado nas prefeituras de Aomori, Iwate e Miyagi. Extendendo-se por 28 537 hectares, foi designado parque nacional em 2 de maio de 1955 como Parque Nacional Rikuchukaigan, mudando de nome em 24 de maio de 2013.